# The Hunters
 The Hunters és una pel·lícula estatunidenca dirigida per Dick Powell el 1958.

## Argument
El major Saville serveix a la guerra de Corea, on coneix un tinent i la seva encantadora esposa, Kristina, de qui s'enamora. Això complicarà les relacions professionals dels dos homes.
Els combats aeris posen en escena 2 tipus d'avions: els North American F86 Sabre contra els Republic F84 Thunderstreak maquillats com Mig15.

## Repartiment
- Robert Mitchum: Major Cleve Saville
- Robert Wagner: tinent Ed Pell
- Richard Egan: Coronel Dutch Imil, CO 54th Fighter Group
- May Britt: Kristina 'Kris' Abbott
- Lee Philips: primer tinent Carl Abbott
- John Gabriel: primer tinent Corona
- Stacy Harris: Coronel Monk Moncavage
- Victor Sen Yung: granger coreà

## Producció
Les escenes de vol van ser principalment rodades sobre el sud-oest dels Estats Units a prop de Luke i les bases Williams Air Force a Arizona. Les escenes de la rampa van ser filmades a Luke mentre els enlairaments ho van ser a Gila Bend Air Force Auxiliary Field, que tenia el requisit d'aspecte primitiu, amb el rerefons de la muntanya apropiada, i exteriors simulant arrossars.
Amb aquesta pel·lícula, el director Dick Powell va completar les seves obligacions amb la 20th Century Fox en el seu contracte de producció-direcció, ja havent lliurat The Enemy Below (1957).